# One in a Million (film)
One in a Million is een film uit 1936 onder regie van Sidney Lanfield.

## Verhaal
Thaddeus Spencer is de leider van een theatergezelschap. Hij reist met zijn vrouw Billie rond in Europa. In een hotel ontmoet hij Bob Harris, een verslaggever voor de Paris Herald en zijn chagrijnige fotograaf Danny Simpson. Als hij ook de kunstschaatsster Greta Muller ontmoet, wil hij haar meenemen naar Madison Square Guarden. Intussen tracht Bob haar te verleiden.

## Rolverdeling
| Acteur         | Personage               |
| -------------- | ----------------------- |
| Sonja Henie    | Greta 'Gretchen' Muller |
| Adolphe Menjou | Thaddeus 'Tad' Spencer  |
| Don Ameche     | Robert 'Bob' Harris     |
| Ned Sparks     | Daniel 'Danny' Simpson  |
| Jean Hersholt  | Herr Heirich Muller     |